# Kungariket Mallorca
För andra betydelser, se Mallorca.
Kungariket Mallorca (katalanska: Regne de Mallorca; latin: Regnum Maioricae; spanska: Reino de Mallorca) var ett tidvis självständigt rike i sydvästra Europa under 1200- och 1300-talet. Det grundades av Jakob I av Aragonien, strax efter dennes erövring av Mallorca från den lokala muslimska taifan, och togs via arv över av senare släktingar.
Under 1300-talet blev riket åter starkare knutet till Aragonska kronan, men visst självstyre kvarstod ända fram till 1715. På 2000-talet motsvarar kungarikets forna delar främst dagens Balearerna (autonom spansk region) och Pyrénées-Orientales (franskt departement).

## Geografi
Kungariket inkluderade de olika öarna i Balearerna, inklusive Mallorca, Menorca, Ibiza och Formentera. Rikets kung hade också överhöghet över två grevskap på fastlandet (Roussillon och Cerdanya), liksom områden som Jakob I fått kontroll över i Occitanien. Det senare inkluderade områden runt Montpellier, vicegrevskapet Carlat i Auvergne och baroniet Aumelas.

## Historia

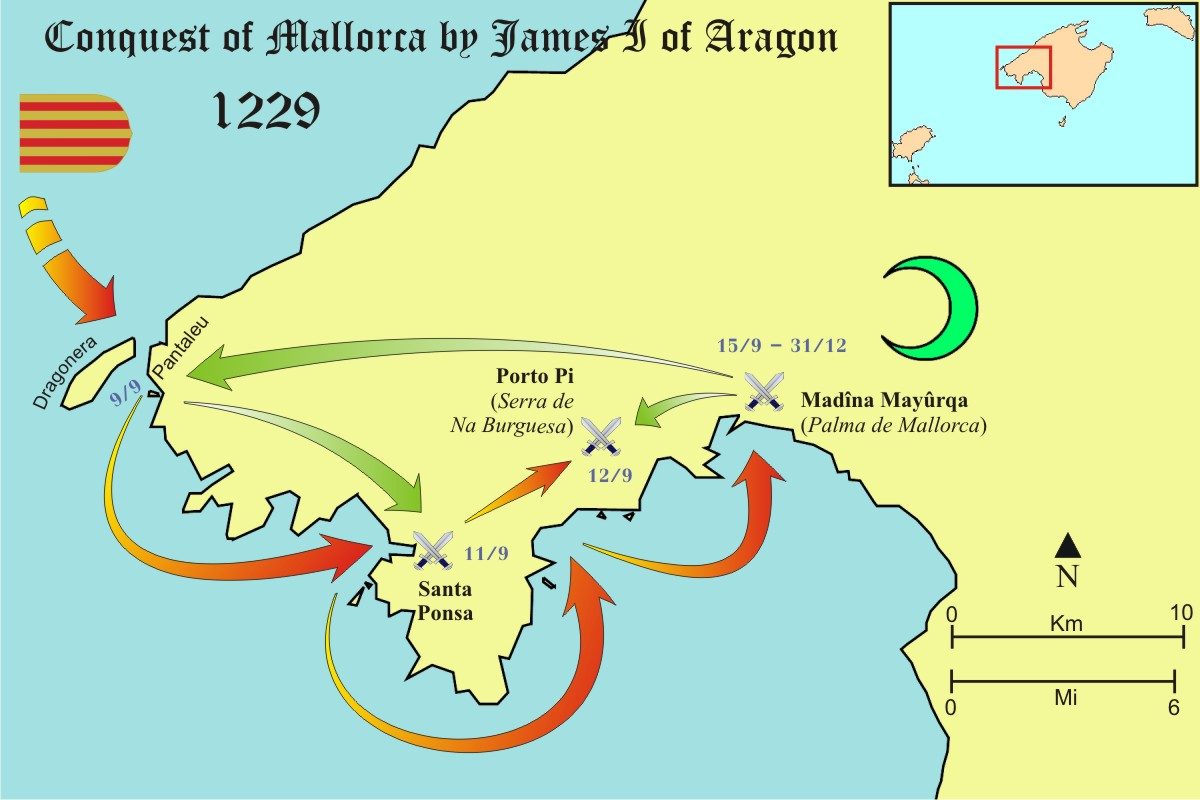
Jakob I:s erövring av Mallorca 1229.

### Bakgrund, tidiga år
Arvet från Jakob I inkluderade skapandet av en strategisk enklav i Medelhavet, inkluderande områden mellan två stora kungariken – Aragoniska kronan och Capetingernas Frankrike (dessa var då i ständig konflikt). Jakob var medveten om kungariket Mallorcas utsatta position och tog sig för att även erövra Cerdanya för att bättre samordna rikets olika delar. Han inledde även förhandlingar för att få gift sin son Jakob med Beatrice av Savojen. Ingendera plan lyckades.
Efter Jakob I:s död 1276 beslöt rikets nye kung, Jakob II av Mallorca, att inte fullgöra sin skattskyldighet till Peter III av Aragonien. Det dröjde dock till 1279 innan någon reagerade, och Mallorcas kung accepterade då den aragoniske monarkens överhöghet. Som en konsekvens kunde man i kungariket Mallorca inte hålla sig med något hov, och skatteuppbörd och dylikt blev nödvändigt att hanteras via Katalonien (de facto ekonomiskt centrum i Aragoniska kronan).
Genom 1279 års fördrag i Perpignan skapades en maktobalans mellan kungariket Aragonien och Mallorca. Aragoniens kung behöll den politiska och ekonomiska kontrollen över Aragonien och kungadömet Mallorca, vilket återskapade en samlade makt över Aragoniska kronans olika delar. Denna maktcentrering bröts dock via Jakob I:s testamente.
Under det Aragoniska korståget (1284–1285) allierade Jakob II av Mallorca sig med påven och fransmännen emot Peter III av Aragonien. Som ett resultat erövrade Peters arvtagare Alfons III av Aragonien riket 1286. Nio år senare återlämnades dock kontrollen över öarna till Jakob II genom fördraget i Anagni.

### Ekonomisk kris, sista år
Efter att Jakob II:s son Sancho avlidit 1324 uppsteg den då tioåriga Jakob III på tronen. Detta nödvändiggjorde ett förmyndarskap ( till 1328) lett av hans onkel Filip av Mallorca. 1325 gav Jakob II av Aragonien upp sina krav på den mallorcanska tronen, mot återbetalandet av en större skuld till Aragonien (som hade sitt ursprung i samband med en invasion av Sardinien). Därefter försattes ökungadömet i svåra ekonomiska bekymmer.
Jakob III tvingades därefter att samordna sin politik med den i Aragonien. Bland annat var han nödgad att delta i kriget mot Republiken Genua 1329–1336, vilket resulterade i en förlust av diverse handelsområden för kungariket. Det var återigen nödvändigt att belägga befolkningen med nya skatter och avgifter, och inte minst drabbades den judiska befolkningen svårt; den ekonomiska krisen kvarstod dock.
Från och med 1341 befann sig riket i ständig kris, sedan Peter IV av Aragonien avbröt de diplomatiska relationerna med kungariket och förberedde en invasion. I maj två år senare invaderade Peter IV Balearerna, vilket året därpå följdes upp med invasioner även av grevskapet Roussillon och Cerdanya. Jakob III kunde endast hålla kvar sina franska besittningar.
Efter att Jakob III 1349 även sålt sina franska områden till kungariket Frankrike, flyttade han tillbaka till Mallorca. Han förlorade militärt och miste livet under slaget vid Llucmajor den 25 oktober 1349. Där och då inlemmades kungariket Mallorca slutligen i Aragoniska kronan.

### Orsaken till fallet, senare självstyre
Kungarikets slutliga fall var oundvikligt, i ljuset av de konflikter som det påverkadeas av. Dessa inkluderade Hundraårskriget mellan Frankrike och England, liksom kampen om kontroll över området mellan Kastilien, Aragoniska kronan och republiken Genua. Kungariket Mallorca, som fungerade som vasall både gentemot Franska kronan (genom Montpellier) och Aragoniska kronan, kunde inte förhålla sig neutral i de här konflikterna. Dessutom föranledde den ökande skattebördan en social oro ibland befolkningen.
Under Aragoniska kronan behöll Balearerna visst självstyre i ytterligare några hundra års tid. I samband med österrikiska tronföljdskriget och dess skärpta motsättningarna i Spaniens olika delar (inklusive i Katalonien), infördes dock spanskt centralstyre genom Nueva Planta-dekreten. Ett lokalt självstyre av något slag skulle därefter komma dröja fram till efter Francisco Francos död och demokratiseringen av landet under Spaniens återgång till demokrati.